# Jazvine (Chorwacja)
Jazvine – wieś w Chorwacji, w żupanii krapińsko-zagorskiej, w gminie Radoboj. W 2011 roku liczyła 382 mieszkańców.